# Juana I của Navarra
Juana I của Navarra (tiếng Tây Ban Nha: Juana I de Navarra, tiếng Basque: Joana I.a Nafarroakoa, tiếng Pháp: Jeanne Ire de Navarre; 14 tháng 1 năm 1273 – 31 tháng 3 hoặc 2 tháng 4 năm 1305) là nữ vương của Navarra và là nữ bá tước của Champagne từ năm 1274 cho đến năm 1305; bà cũng là vương hậu của Pháp khi kết hôn với Philippe IV của Pháp. Bà là con gái của vua Enrique I của Navarra và Blanche xứ Artois. Tuy Juana là nữ vương Navarra nhưng thực ra cả đời này bà không bao giờ được đến đây, dù chỉ một lần.

## Cuộc sống trị vì

### Vương nữ Navarra
Juana sinh ra ở Bar-sur-Seine, Champagne vào ngày 14 tháng 1 năm 1273 và là là một vương nữ của Nhà Blois. Cha bà, Enrique I của Navarra, mất sớm, bà trở thành nữ vương của Navarra và Nữ bá tước xứ Champagne khi còn rất nhỏ. Vì vậy mẹ bà, vương thái hậu Blanche xứ Artois, phải đứng ra nắm giữ vương quyền Navarra và lãnh địa Champagne trên vai trò một vị nhiếp chính cho con gái, cho đến khi Juana đủ lớn để tự trị vì. Nhiều thế lực khác nhau, cả nước ngoài và người Navarra, đã tìm cách lợi dụng việc người thừa kế còn nhỏ tuổi và "điểm yếu" của nữ nhiếp chính, khiến Juana và mẹ bà phải tìm đến sự bảo hộ tại triều đình Philippe III của Pháp. Mẹ bà đến Pháp năm 1274 và theo Hiệp ước Orleans năm 1275, Juana phải đính hôn với một trong những người con trai của Philippe (Louis hoặc Philippe). Do đó, Blanche đặt con gái của mình và triều đình Navarra dưới sự bảo vệ của Quốc vương Pháp. Sau này, Philippe lên trị vì vua Navarra cùng Juana. Nhưng trên thực tế, không rõ liệu bà có từng sống ở Navarra trong thời thơ ấu hay không. Và từ đó dấy lên một nghi vấn có nên cho bà là Nữ vương Navarra hay không.

### Vương hậu Pháp
Năm 11 tuổi, Juana kết hôn với Vương tử Philippe, vị vua tương lai của Pháp vào ngày 16 tháng 8 năm 1284 và bà trở thành vương hậu của Pháp vào năm 1285 một năm sau đó sau khi Philippe lên ngôi. Lần lượt ba người con trai còn sống của họ sẽ trở thành vua của Pháp và cũng đều thừa kế luôn và cũng làm vua Navarra: Louis, Philippe và Charles, còn cô con gái duy nhất còn sống của bà, Isabelle, trở thành vương hậu của Anh.
Juana được mô tả là đầy đặn và chất phác, trong khi cô con gái xinh đẹp của bà là Isabelle giống cha mình hơn về ngoại hình. Liên quan đến tính cách của bà, người ta cho rằng Juana rất táo bạo, can đảm và dám nghĩ dám làm.

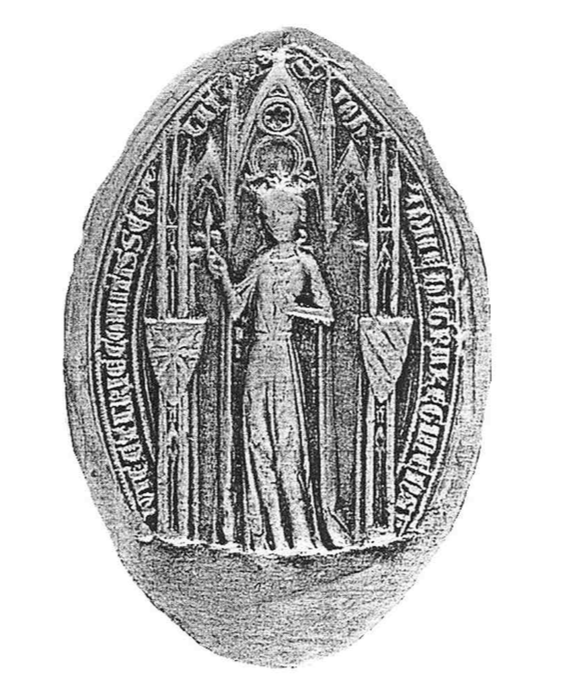
Đồng xu được khắc để tôn vinh Juana.

Juana được mô tả là một thành công trong vai trò Vương hậu Pháp: bà bảo đảm sự kế vị, còn là một vương hậu đáng mến của triều đình, một đệ nhất phu nhân trang nghiêm và có mối quan hệ rất tốt với Nhà vua. Lớn lên cùng nhau, cặp đôi này rất thân thiết với nhau và Philippe cho rằng là đã yêu và tôn trọng bà sâu sắc. Bởi vậy, sau khi bà mất, Philippe không lấy thêm ai khác. Sự phụ thuộc tình cảm của Philippe vào Juana được đề xuất là lý do tại sao bà không bao giờ đến thăm Navarra. Nói cách khác, vì Philippe và việc triều đình mà Juana không thể trở về quê hương mà mãi mãi ở đất khách quê người. Năm 1294, Philippe bổ nhiệm nhiếp chính của mình về nước Pháp nếu con trai ông lên ngôi, nhưng vẫn còn là trẻ vị thành niên. Tuy nhiên, ông không giao cho bà những việc hậu sự trong triều đình cho bà, trừ khi họ liên quan đến lãnh địa của riêng bà là Navarra và Champagne.
Vương hậu Juana đã thành lập trường đại học Navarra nổi tiếng ở Paris vào năm 1305. Tuy nhiên bà đã mất cùng năm sau đó.

### Qua đời và hậu thế

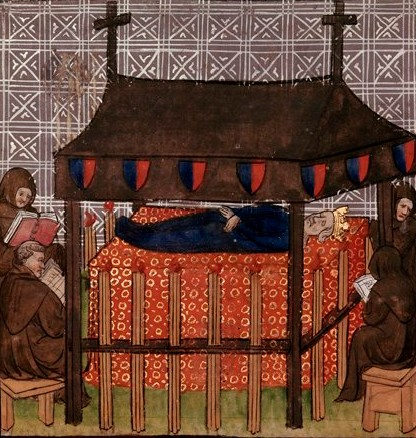
Đám tang của Juana I

Juana qua đời năm 1305, được cho là đang trong lúc sinh con, (bác sĩ riêng của bà là nhà phát minh Guido da Vigevano), mặc dù một số tin đồn đã buộc tội Philippe đã giết bà. Tuy nhiên, tin đồn này sau đó bị bác bỏ vì lúc sinh thời, Juana có mối quan hệ rất tốt đẹp với Philippe. Danh hiệu vua Navarra mà Philippe đang đồng trị vì, được con trai bà lên ngôi kế vị, trở thành Louis I của Navarra. Riêng ngôi vương hậu Pháp được bỏ trống, mãi đến năm 1314 khi Philippe IV qua đời, mới được chuyển cho con dâu bà, Marguerite xứ Bourgogne. Trước đó, Marguerite chỉ là vương hậu Navarra.

## Con cái
Juana sống với Philippe trong suốt cuộc đời và có bảy người con với ông. Tuy vậy, chỉ 4 người con sống đến tuổi trưởng thành và cả bốn người đều được làm vua hoặc vương hậu. Con gái bà, Isabelle đã trở thành tổ tiên của những vị vua Anh sau này, nhưng cũng trở thành ngọn nguồn của cuộc Chiến tranh Trăm Năm tàn khốc:
1. Marguerite (1288 – 1294) chết yểu.
2. Luis, sau lên ngôi vua của Navarra từ 1305, vua của Pháp từ 1314 (tháng 10 năm 1289 - 5 tháng 6 năm 1316).
3. Blanche (1290 – 1294)
4. Felipe, về sau lên ngôi vua Pháp và Navarra (1292/93 - 3 tháng 1 năm 1322).
5. Carlos, về sau lên ngôi vua Pháp và Navarra (khoảng 1294 - 1 tháng 2 năm 1328).
6. Isabel (khoảng 1295 - 23 tháng 8 năm 1358), kết hôn với Edward II của Anh.
7. Robert (1297 - tháng 7 năm 1308)